# Rakhee Gulzar
Rakhee Gulzar, nata Rakhee Majumdar e anche nota solo come Rakhee (Ranaghat, 15 agosto 1947), è un'attrice indiana.
Ha debuttato nel 1967 e ha preso parte ad oltre cento film. Dal 1973 è sposata con il paroliere, poeta, regista e sceneggiatore indiano Gulzar.

## Premi e riconoscimenti
- Filmfare Awards
  - 1973: "Best Supporting Actress" (Daag: A Poem of Love)
  - 1976: "Best Actress" (Tapasya)
  - 1989: "Best Supporting Actress" (Ram Lakhan)
- National Film Awards
  - 1974: "Special Souvenir" (27 Down)
  - 2003: "Best Supporting Actress (Bengali)" (Shubho Mahurat)
- BFJA Awards
  - 1973: "Best Supporting Actress (Hindi)" (Daag: A Poem of Love)
  - 1984: "Best Actress" (Paroma)
- Padma Shri (2003)